# Carl Maria von Bocklet

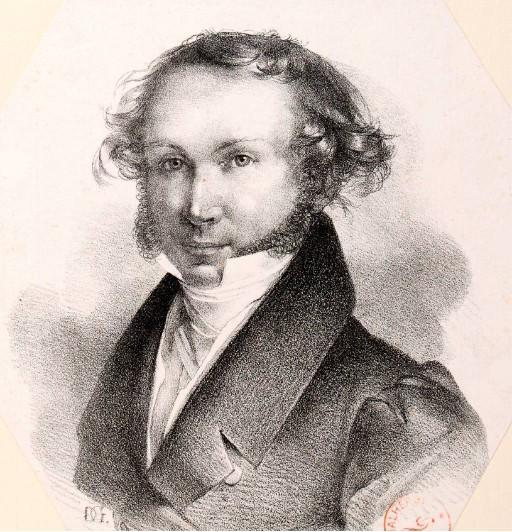
Carl Maria von Bocklet

Carl Maria von Bocklet (* 30. Januar 1801 in Prag; † 15. Juli 1881 in Wien) war ein österreichischer Pianist, Geiger, Komponist und Musikpädagoge.

## Leben und Werk
Bocklet war in Prag Kompositionsstudent bei Friedrich Dionys Weber und studierte außerdem Violine und Klavier. In Wien kam er mit Ludwig van Beethoven in Kontakt, der sich für ihn einsetzte. Ab 1820 wirkte Bocklet als Musiklehrer in Wien und war seit 1821 kurzzeitig Erster Violinist im Orchester des Theaters an der Wien, dann aber zunehmend nur noch als Pianist tätig. Mit Franz Schubert war er freundschaftlich verbunden und führte mehrere seiner Klavierwerke, teilweise als erster, öffentlich auf, darunter dessen Wanderer-Fantasie D 760. Schubert widmete ihm seine Klaviersonate D-Dur D 850. Außerdem galt er als hervorragender Improvisator. Nach dem 1835 erschienenen 1. Band der Oesterreichischen National-Encyklopädie war Bocklet damals „der erste unter den jetzt lebenden Clavier-Virtuosen Wien’s“.
In den 1840er-Jahren zog sich Bocklet weitgehend vom aktiven Konzertleben zurück. Eine von ihm gegründete Privatschule für vierhändiges Klavierspiel führte sein Sohn Heinrich weiter. Zu Carl Maria von Bocklets Schülern zählte unter anderem Eduard Marxsen, seinerseits späterer Lehrer von Johannes Brahms.
Von Carl Maria von Bocklet sind einige Klavierkompositionen überliefert. Sein op. 1 war eine Variation zu einem Walzer Anton Diabellis; dieser hatte zahlreiche Komponisten zu Variationen über einen eigenen Walzer angeregt und unter dem Titel Vaterländischer Künstlerverein veröffentlicht.
Die Schauspielerin und Schauspiellehrerin Betty von Bocklet-Freiheim war seine Tochter.